# Hodostates rotundatus
Hodostates rotundatus là một loài tò vò trong họ Ichneumonidae.